# Apharetra
Apharetra từng là một chi bướm đêm thuộc họ Noctuidae, hiện tại được coi là đồng nghĩa của Sympistis.

## Former species
- Apharetra californiae McDunnough, 1946
- Apharetra dentata (Grote, 1875)
- Apharetra purpurea McDunnough, 1946
- Apharetra pyralis (J.B. Smith, 1895)